# Scotina occulta
Scotina occulta (лат.) — вид пауков рода Scotina семейства пауков-лиокранидов (Liocranidae). Впервые описан австрийским арахнологом Эрихом Кричером в 1996 году.

## Распространение
Эндемик Мальты. Обитает под камнями.

## Описание
Длина тела в среднем — около 4,1 мм.
Головогрудь, стернум и ноги цвета охры. Хелицеры немного темнее. Глазная область также немного темнее основного окраса.
Опистосома (брюшко) серого цвета.
Половой диморфизм выражен слабо: самцы и самки имеют одинаковый окрас и практически одинаковые размеры, однако у самцов имеется также едва различимый рисунок в нижней части опистосомальной области.